# Lîstvîn, Dubno
Lîstvîn (în ucraineană Листвин) este un sat în comuna Kneahînîne din raionul Dubno, regiunea Rivne, Ucraina.

## Demografie
Componența lingvistică a localității Lîstvîn
     Ucraineană (99,48%)
     Alte limbi (0,17%)
Conform recensământului din 2001, majoritatea populației localității Lîstvîn era vorbitoare de ucraineană (99,48%), existând în minoritate și vorbitori de alte limbi.